# Pastorale-Fantaisie
Pastorale-Fantaisie és una obra orquestral composta per George Enescu el 1899 i estrenada a París el 19 de febrer de 1899 pel director Édouard Colonne al Théâtre du Châtelet. Té una durada de deu minuts.

## Origen i context
Va ser la primera i l'última vegada que es representava aquesta obra en concert en vida del compositor, que segurament no del tot convençut de la seva nova peça, no la va publicar i la va deixar al fons del seu calaix de manuscrits inèdits. Tampoc se li va donar un número d'opus. La peça va ser oblidada fins que la partitura va sortir de nou a la llum el 2017, quan el director romanès Gabriel Bebeșelea va dirigir les estrenes modernes de l'obra a Cluj-Napoca i Viena.
El compositor estava a punt d'acabar els seus estudis al Conservatori de París i Pastorale-Fantaisie, tot i ser una obra juvenil -Enescu tenia disset anys-, ja testimonia la seva autoritat tècnica primerenca, però li manquen tots els signes dels seus elements estilístics posteriors. La va compondre just després de la celebrada estrena a la capital francesa del seu primer opus oficial, l'obra orquestral coral Poème roumain. Segurament per assegurar l'èxit, la va escriure en la mateixa tonalitat de fa major.